# Villa Sundahl

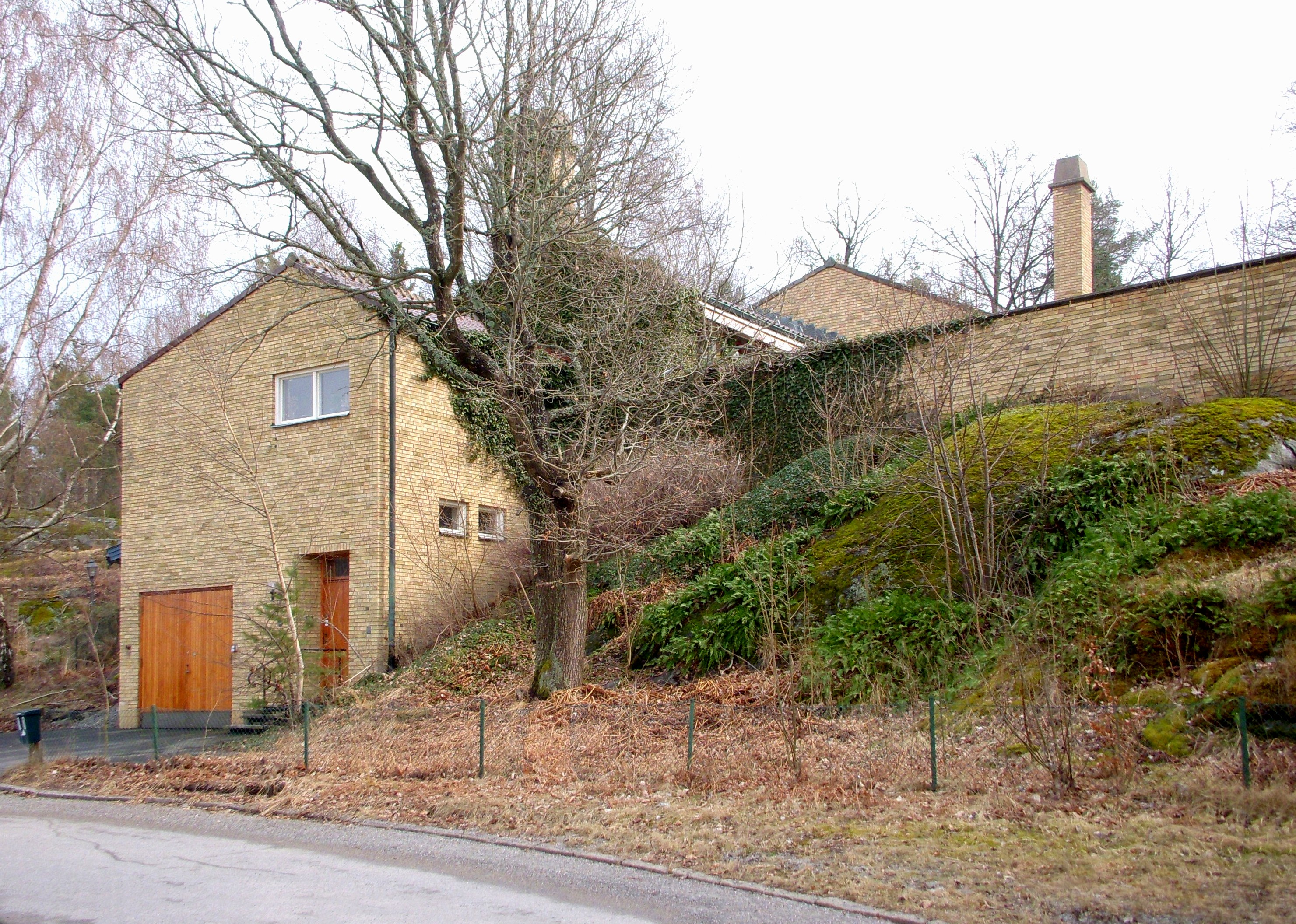
Villa Sundahl från Mazarinvägen, 2012.

Villa Sundahl ligger vid Mazarinvägen 11 i Sköndal, södra Stockholm. Huset ritades 1955 av arkitekten Eskil Sundahl som sin egen bostad. Fasigheten har av blivit blåmärkt av Stockholms stadsmuseum vilket innebär "synnerligt högt kulturhistoriskt värde".

## Byggnadsbeskrivning

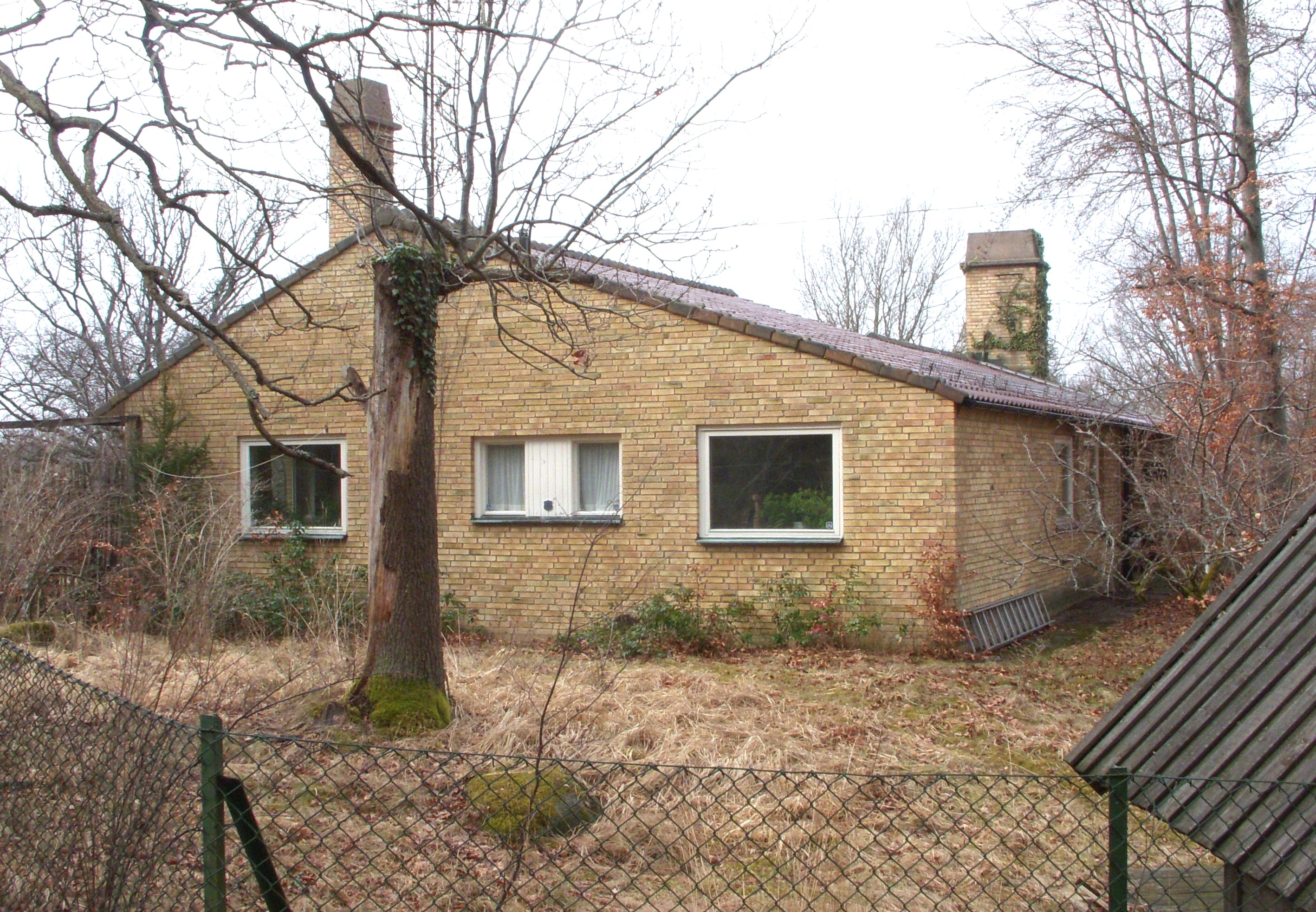
Villa Sundahl från trädgårdssidan.

År 1955 ritade Eskil Sundahl sin egen villa vid Mazarinvägen 11 i Sköndal. Han var då fortfarande chefsarkitekt på Kooperativa Förbundets Arkitekt- och Ingenjörsbyrå (KFAI). Tomten på ca 1550 m² gränser i sydost till en park och anpassades något till byggherrens önskemål i samband med att stadsplanen fastställdes. Huset står i en sluttning med den nedre tvåvåningsdelen och entrén samt garaget mot Mazarinvägen. Härifrån klättrar huset uppför berget och på en platå ligger bostadsdelen med vardagsrum, sovrum, arbetsrum, kök och matplats. Allt anordnades i ett våningsplan tillsammans med en trädgård i sydostläge. En halv trappa ner, över garaget och entrén, finns tvättstuga, snickarbod och vävkammare. 
Arkitekturen är strikt med tydliga byggnadsvolymer. Husets yttermurar står direkt på berg och har en invändig bärande stomme av lättbetong med mineralullbeklädnad. Fasaderna består av ½ stens tegelmur av gult fasadtegel och beslag av koppar. Taken är utformade som flacka sadeltak ursprungligen täckta med holländskt taktegel i gulaktigt kulör (numera utbytt mot glaserat rött) och krönta av två höga skorstenar. 
Sundahl lät utrusta sitt hus med diverse moderniteter, bland annat har byggnaden vattenburen golvuppvärmning och treglasfönster. "För att minska besväret med snöskottning" (Sundahl) utfördes förplatsen utanför garaget  eluppvärmd med elektriska motståndskablar. Anordningen var effektiv men dyr i drift, som Sundahl påpekade. För bekvämligheten sörjde även en hiss mellan entréplanet och bostadsvåningen.

## Bilder
Alla fotografier är tagna av Eskil Sundahls son, Sune Sundahl, känd arkitekturfotograf.

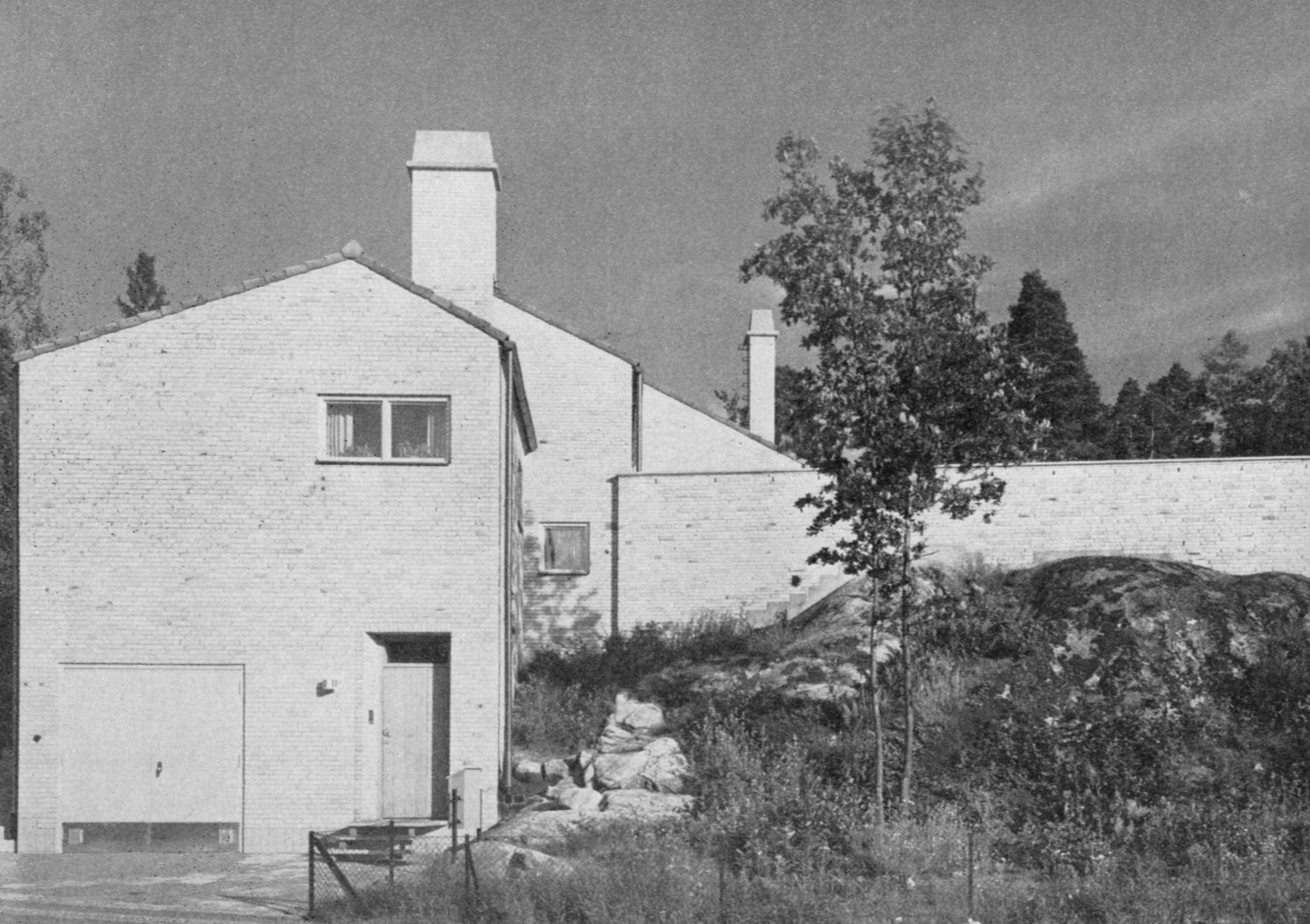
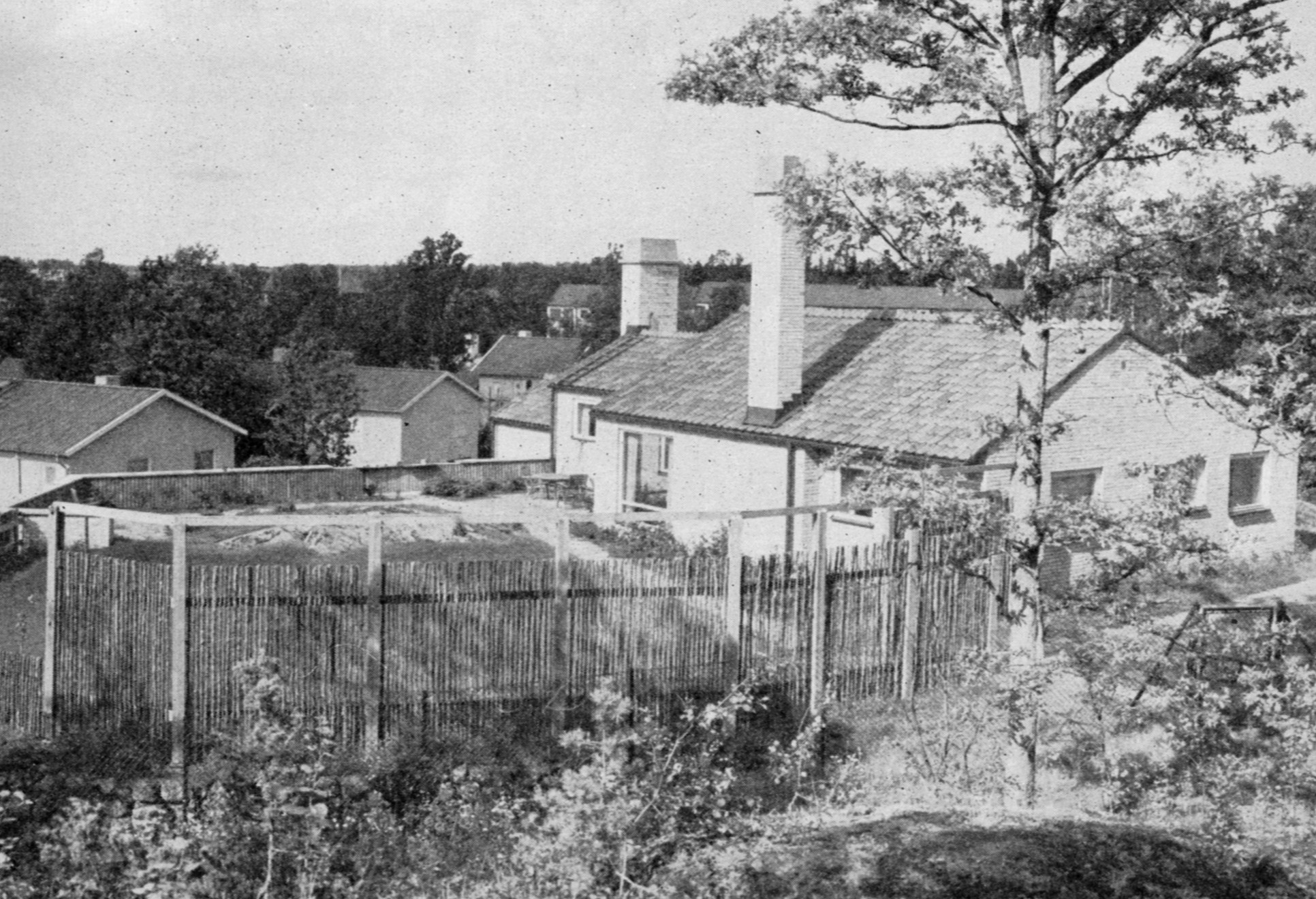
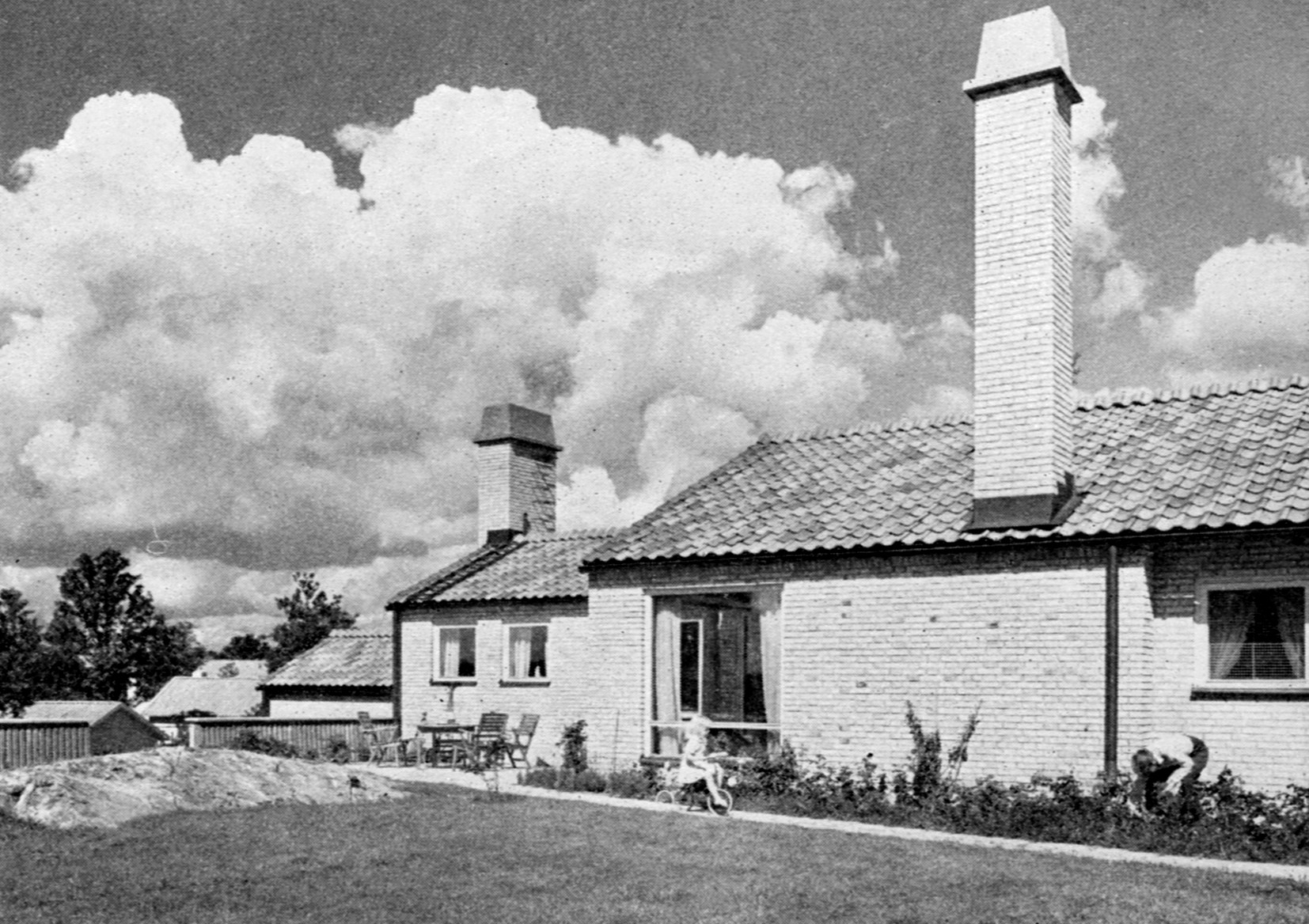
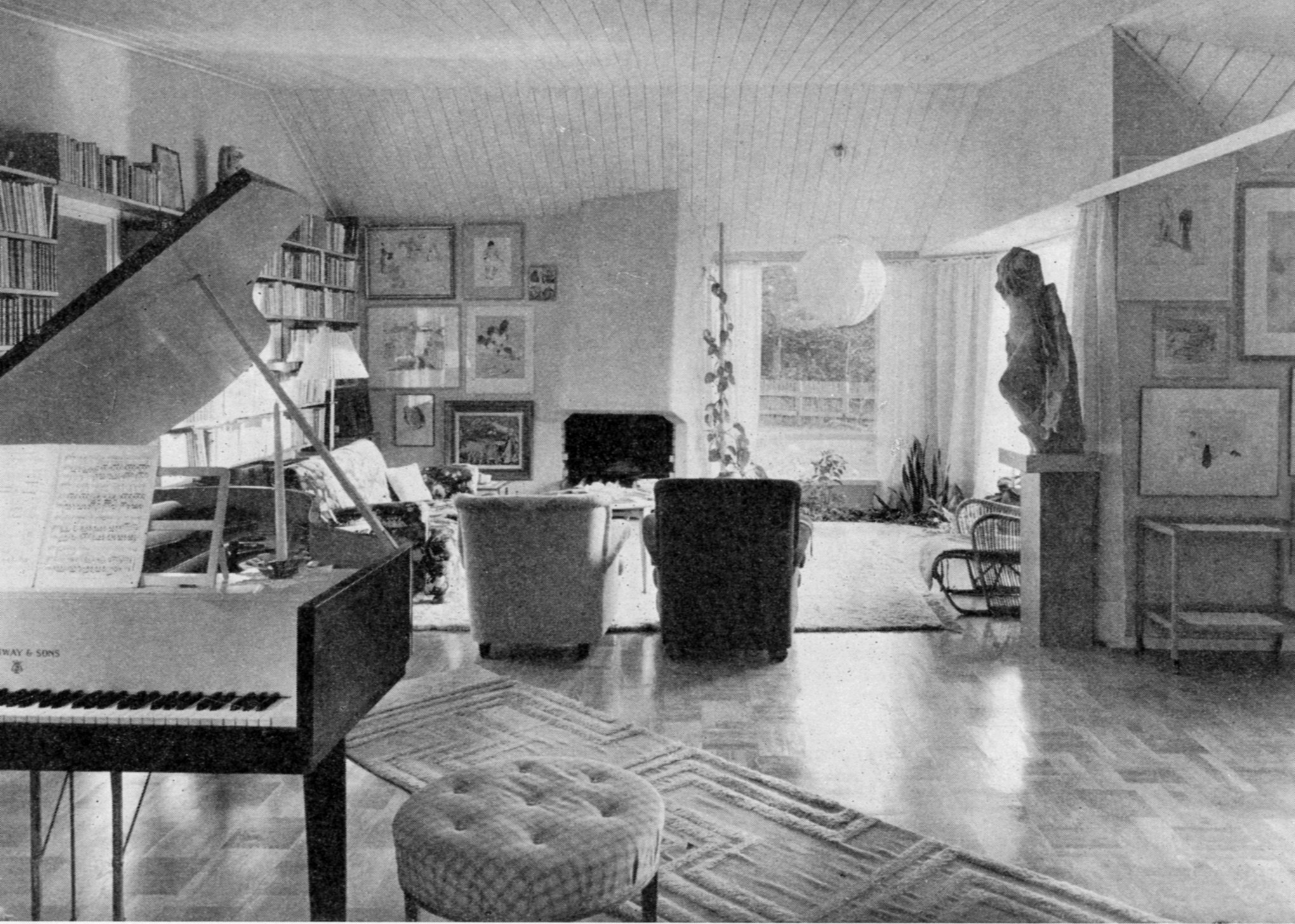